# Palchok
Palchok (nep. पाल्चोक) – gaun wikas samiti w środkowej części Nepalu  w strefie Bagmati w dystrykcie Sindhupalchowk. Według nepalskiego spisu powszechnego z 2001 roku liczył on 465 gospodarstw domowych i 2270 mieszkańców (1138 kobiet i 1132 mężczyzn).